# Éditions du Masque
 (octobre 2023).
Pour les articles homonymes, voir Le Masque.
Les Éditions du Masque sont une maison d'édition française fondée en 1925 par Albert Pigasse sous le nom de « Librairie des Champs-Élysées », appellation ayant subsisté jusqu'en 1995. Spécialisé dans les romans policiers, cet éditeur doit principalement sa célébrité à la collection Le Masque, créée en 1927. C'est dorénavant un département des Éditions Jean-Claude Lattès.

## Histoire
En 1919, Albert Pigasse, jeune docteur en droit, rencontre Bernard Grasset, qui lui propose de devenir conseiller littéraire. Il tente de créer pour Grasset une collection de romans d'aventures mais Grasset la refuse. En juin 1925, il part chez Gallimard pour être directeur de la collection « Cinario », où paraissent des écrits sur le cinéma. En décembre 1925, Pigasse loue, au 23 rue Marbeuf, la Librairie des Champs-Élysées. En août 1927, il lance la collection « Le Masque », spécialisée dans les romans policiers et d'espionnage, et conclut un accord de distribution avec Hachette.
Le Meurtre de Roger Ackroyd d’Agatha Christie est le premier titre lancé au sein de la collection Le Masque.
Pendant la période d'occupation, les éditions du Masque ne publient aucun ouvrage de 1942 à 1945.
En mars 1971, Albert Pigasse cède la Librairie des Champs-Elysées, qui devient une filiale du groupe Hachette. Albert Pigasse décède le 21 octobre 1985.
Le catalogue compte à ce jour[Quand ?] près de 4 000 titres.
En 2001, les éditions Jean-Claude Lattès absorbent les éditions du Masque.
En 2008, les éditions du Masque lancent leur collection pour la jeunesse, la collection Msk, destinée à accueillir des titres où le suspense prédomine. Une cinquantaine de volumes sont sortis depuis, dont les quatre tomes de la Saga des anges déchus de Becca Fitzpatrick et Comment se débarrasser d'un vampire amoureux de Beth Fantaskey.